# ورزشگاه پرشینگ
ورزشگاه پرشینگ (فرانسوی: Stade Pershing‎) یک ورزشگاه در شهر پاریس، فرانسه بود.
این ورزشگاه در سال ۱۹۱۹ تأسیس و در دهه ۱۹۶۰ میلادی تخریب شده‌است، ورزشگاه پرشینگ میزبان بخشی از مسابقات فوتبال بازی‌های المپیک تابستانی ۱۹۲۴ بوده‌است.